# Ким Джондэ
Ким Джондэ́ (кор. 김종대, англ. Kim Jong-dae; род. 21 сентября 1992, более известен как Чхен кор. 첸) — южнокорейский певец, является участником южнокорейско-китайской группы EXO, и её подгрупп Exo-M и EXO-CBX, а также балладной группы, SM the Ballad. 1 апреля 2019 года дебютировал сольно с мини-альбомом April, and a Flower.
Помимо деятельности в группе, Чхен также записал оригинальные саундтреки к различным сериалам, в частности «The Best Luck» для It’s Okay, That’s Love (2014), «Everytime» для Descendants of the Sun (2016) и «Cherry Blossom Love Song»  Муж на 100 дней (2018).

## Биография

### 2011—2014: Начало карьеры и дебют в EXO
Чхен стал стажером через систему кастинга SM Entertainment в 2011 году, когда ему было 19 лет. 29 декабря 2011 года он был официально представлен в качестве четвёртого члена EXO. Он сделал свое первое публичное появление вместе с Луханом, Тао и Каем на Gayo Daejeon.
В 2012 году дебютировал в составе EXO с песней Mama с корейской и китайской версиях.
В 2014 году Чхен присоединился к балладной группе SM the Ballad, первоначально образованной SM Entertainment в 2010 году. Во втором альбоме группы Breath он спел китайскую версию ведущего сингла «Breath» с Чжан Лиин. Он также спел дуэт с Кристал из f(x).
В июле 2014 года Чхен выпустил свою первую сольную песню под названием «The Best Luck» в качестве оригинального саундтрека к дораме It’s Okay, That’s Love, в которой были задействованы его коллеги Exo.

### 2015—2017: сольная деятельность и Exo-CBX
В июне 2015 года Чхен написал текст песни для «Promise», из переиздания второго студийного альбома Exodus, вместе с другими участниками группы, Чанёлем и Лэем. В августе 2015 года он дебютировал в музыкальном театре, сыграв роль Бенни в постановке SM C&C in the Heights. Он также участвовал и стал вторым в одиннадцатом туре музыкального телевизионного шоу King of Mask Singer.
В январе 2016 года Чхен исполнил песню Джона Леннона «Imagine» с всемирно известным пианистом Стивом Баракаттом в Центре исполнительских искусств Сечжон в рамках проекта ЮНИСЕФ «Imagine». В феврале 2016 года Чхен и южнокорейская певица Панч выпустили песню под названием «Everytime» в качестве саундтрека для дорамы Descendants of the Sun. Песня дебютировала на первом месте в еженедельном цифровом чарте Gaon.
На 28 февраля 2017 года, выяснилось, что Чхен был принят в программу средств рекламы MBA в кибер университете Ханьян.
В июле 2017 года Чхен поучаствовал в совместном написании текстов песен для «Touch It» и «Ko Ko Bop», двух песен из четвёртого студийного альбома Exo, The War. В ноябре 2017 года Чхен сотрудничал с южнокорейским певцом 10cm над песней под названием «Bye Babe» для второго сезона проекта SM Entertainment. В декабре 2017 года Чхен написал текст песни «Lights Out» для Вселенной Exo, которую он исполнил вместе с другими членами Сухо, Бэкхён и D. O.

### 2018 — настоящее время: Сольная деятельность
16 октября 2018 года Чхен выпустил оригинальный саундтрек под названием «Cherry Blossom Love Song» для дорамы «Муж на 100 дней», в которой его коллега по группе D.O. сыграл главную роль. Он вместе с Чанёлем участвовали в написании текстов для «Love Shot», заглавного трека из переизданного пятого студийного альбома EXO.
7 февраля 2019 года Чхен выпустил саундтрек под названием «Make It Count» для дорамы «Достичь Искренности».
8 марта SM Entertainment подтвердил, что Чхен готовит свой первый сольный альбом. 1 апреля вышел дебютный альбом Чхена April, and a Flower. 29 августа сообщалось, что Чхен вернется в начале октября сольно. Его второй мини-альбом, Dear My Dear был выпущен 1 октября, состоит из шести песен с заглавным треком «Shall We?». Песня Чхена «Dear My Dear» дебютировал на позиции № 1 в чартах физических альбомов iTunes в общей сложности в 36 разных странах.
13 января 2020 года Чхен и Dynamic Duo выпустили совместную песню «You». В тот же день он объявил о своем предстоящем браке с девушкой не знаменитостью, на частной церемонии, на которой присутствовали члены обеих семей. Также было объявлено, что невеста Чхена беременна. В сентябре он выпустил оригинальный саундтрек под названием «Your Moonlight» к дораме «Нравится ли вам Брамс?». 16 октября Чхен выпустил цифровой сингл «Hello». Он был зачислен на военную службу 26 октября.

## Личная жизнь
13 января 2020 года Чен объявил, что он женится на девушке не-знаменитости. Весь свадебный процесс прошёл приватно, в компании семьи и друзей. В тот же день стало известно, что пара ожидает появления первенца.
29 апреля 2020 года у Чхена и его жены родилась дочь.
16 ноября 2021 года SM Entertainment подтвердили новость о том, что Чхен и его жена ожидают рождения второго ребёнка.
19 января 2022 года Чхен и его супруга стали родителями ещё одного малыша. Пол ребёнка не известен.

## Дискография

### Альбомы
| Название            | Детали альбома                                                                                     | Позиция в чартах | Позиция в чартах | Продажи                                                                |
| Название            | Детали альбома                                                                                     | KOR              | US World         | Продажи                                                                |
| ------------------- | -------------------------------------------------------------------------------------------------- | ---------------- | ---------------- | ---------------------------------------------------------------------- |
| April, and a Flower | - Дата выхода: 1 апреля, 2019 - Лейбл: SM Entertainment - Формат: CD, digital download, streaming  | 2                | 3                | - Республика Корея: 212,471 - Китай: 90 000 - Япония: 3220 - США: 1000 |
| Dear My Dear        | - Дата выхода: 1 октября, 2019 - Лейбл: SM Entertainment - Формат: CD, digital download, streaming | 1                | 7                | - CHN: 45 000 - Япония: 1902 (Phy.)                                    |

### Синглы
| Название                                                                     | Год  | Пиковые позиции в чарте | Пиковые позиции в чарте | Пиковые позиции в чарте | Альбом              |
| Название                                                                     | Год  | KOR                     | KOR                     | US World                | Альбом              |
| Название                                                                     | Год  | Gaon                    | Hot 100                 | US World                | Альбом              |
| ---------------------------------------------------------------------------- | ---- | ----------------------- | ----------------------- | ----------------------- | ------------------- |
| «Beautiful Goodbye» (사월이 지나면 우리 헤어져요)                            | 2019 | 4                       | 2                       | —                       | April, and a Flower |
| «Shall We?» (우리 어떻게 할까요?)                                            | 2019 | 12                      | 19                      | —                       | Dear My Dear        |
| «—» denotes releases that did not chart or were not released in that region. |      |                         |                         |                         |                     |

## Фильмография

### Телесериалы
| Название       | Год  | Телеканал     | Роль                           | Примечания  |
| -------------- | ---- | ------------- | ------------------------------ | ----------- |
| Мои соседи EXO | 2015 | Naver TV Cast | Вымышленная версия самого себя | Веб-дорама; |

### Развлекательные шоу
| Название               | Год  | Канал     | Роль          | Примечания                                             |
| ---------------------- | ---- | --------- | ------------- | ------------------------------------------------------ |
| King of Mask Singer    | 2015 | MBC       | Участник      | Эпизоды 21 и 22; Сценическое Имя: Легендарный Гитарист |
| Travel without Manager | 2016 | Cookat TV | Основная роль | Эпизоды 1-8                                            |

### Театральные роли
| Название       | Год  | Роль  | Примечания    |
| -------------- | ---- | ----- | ------------- |
| In the Heights | 2015 | Бенни | Решающая роль |

## Награды и номинации
| Год  | Номинация                                    | Категория                                | Номинированная работа | Результат |
| ---- | -------------------------------------------- | ---------------------------------------- | --------------------- | --------- |
| 2014 | 16th Seoul International Youth Film Festival | Лучший саундтрек                         | The Best Luck         | Победа    |
| 2017 | 19th Mnet Asian Music Awards                 | Лучшее сотрудничество с Dynamic Duo      | Nosedive              | Победа    |
| 2017 | 19th Mnet Asian Music Awards                 | Qoo10 Песня года                         | Nosedive              | Номинация |
| 2017 | 9th Melon Music Awards                       | Лучший рэп/хип-хоп награда с Dynamic Duo | Nosedive              | Победа    |
| 2018 | 7th Gaon Chart Music Awards                  | Песня года — январь                      | Nosedive              | Номинация |
| 2019 | 2nd Genie Music Awards                       | Мужской сольный исполнитель              | Чхен                  | Номинация |
| 2019 | 2nd Genie Music Awards                       | Вокальный артист                         | Чхен                  | Номинация |